# Транспорт Еквадору
Транспорт Еквадору представлений автомобільним , залізничним , повітряним , водним (морським, річковим)  і трубопровідним , у населених пунктах  та у міжміському сполученні діє громадський транспорт пасажирських перевезень. Площа країни дорівнює 283 561 км² (74-те місце у світі). Форма території країни — відносно компактна; максимальна дистанція з півночі на південь — 625 км, зі сходу на захід — 735 км. Географічне положення Еквадору дозволяє країні контролювати транспортні шляхи між андійськими країнами Південної Америки (Панамериканське шосе); морські шляхи вздовж тихоокеанського узбережжя континенту.

## Автомобільний
Загальна довжина автошляхів у Еквадорі, станом на 2007 рік, дорівнює 43 670 км, з яких 6 472 км із твердим покриттям і 37 198 км без нього (83-тє місце у світі).

## Залізничний
Загальна довжина залізничних колій країни, станом на 2014 рік, становила 965 км (89-те місце у світі), з яких 965 км вузької 1067-мм колії.

## Повітряний
У країні, станом на 2013 рік, діє 432 аеропорти (20-те місце у світі), з них 104 із твердим покриттям злітно-посадкових смуг і 328 із ґрунтовим. Аеропорти країни за довжиною злітно-посадкових смуг розподіляються наступним чином (у дужках окремо кількість без твердого покриття):
- довші за 10 тис. футів (>3047 м) — 4 (0);
- від 10 тис. до 8 тис. футів (3047-2438 м) — 5 (0);
- від 8 тис. до 5 тис. футів (2437—1524 м) — 18 (0);
- від 5 тис. до 3 тис. футів (1523—914 м) — 26 (37);
- коротші за 3 тис. футів (<914 м) — 51 (291)[1].

У країні, станом на 2015 рік, зареєстровано 7 авіапідприємств, які оперують 35 повітряними суднами. За 2015 рік загальний пасажирообіг на внутрішніх і міжнародних рейсах становив 5,76 млн осіб. За 2015 рік повітряним транспортом було перевезено 86,12 млн тонно-кілометрів вантажів (без врахування багажу пасажирів).
У країні, станом на 2013 рік, споруджено і діє 2 гелікоптерні майданчики.
Еквадор є членом Міжнародної організації цивільної авіації (ICAO). Згідно зі статтею 20 Чиказької конвенції про міжнародну цивільну авіацію 1944 року, Міжнародна організація цивільної авіації для повітряних суден країни, станом на 2016 рік, закріпила реєстраційний префікс — HC, заснований на радіопозивних, виділених Міжнародним союзом електрозв'язку (ITU). Аеропорти Еквадору мають літерний код ІКАО, що починається з — SE.

## Водний

### Морський
Головні морські порти країни: Есмеральдас, Манта, Пуерто-Болівар. Річний вантажообіг контейнерних терміналів (дані за 2011 рік): Гуаякіль — 1,40 млн контейнерів (TEU).
Морський торговий флот країни, станом на 2010 рік, складався з 44 морських суден з тоннажем більшим за 1 тис. реєстрових тонн (GRT) кожне (72-ге місце у світі), з яких: суховантажів — 1, танкерів для хімічної продукції — 4, газовозів — 1, пасажирських суден — 9, нафтових танкерів — 28, рефрижераторів — 1.
Станом на 2010 рік, кількість морських торгових суден, що зареєстровані під прапорами інших країн — 4 (Панами — 3, Перу — 1).

### Річковий
Загальна довжина судноплавних ділянок річок і водних шляхів, доступних для суден з дедвейтом понад 500 тонн, 2012 року становила 1 500 км (52-ге місце у світі). Більшість водних шляхів відрізані високими горами від промислових центрів й морського узбережжя країни й відносяться до басейну Амазонки.
Головні річкові порти країни: Гуаякіль на річці Гауяс.

## Трубопровідний
Загальна довжина газогонів у Еквадорі, станом на 2013 рік, становила 71 км; нафтогонів — 2 131 км; нафтогонів для важкої нафти — 527 км; продуктогонів — 1 526 км.

## Міський громадський
У травні 2020 року в місті Куенка відкрилася перша в Еквадорі сучасна трамвайна лінія довжиною понад 10 км з 27 зупинками.

## Державне управління
Держава здійснює управління транспортною інфраструктурою країни через міністерство транспорту і житлово-комунального господарства. Станом на 16 листопада 2016 року міністерство в уряді Рафаеля Корреа Дельгадо очолював Борис Кордова Гонсалес.

### Українською
- Атлас. 10-11 клас. Економічна і соціальна географія світу / упорядники :  О. Я. Скуратович, Н. І. Чанцева. — К. : ДНВП «Картографія», 2010. — ISBN 978-966-475-639-3.
- Атлас світу / голов. ред. І. С. Руденко ; зав. ред. В. В. Радченко ; відп. ред. О. В. Вакуленко. — К. : ДНВП «Картографія», 2005. — 336 с. — ISBN 9666315467.
- Безуглий В. В. Економічна і соціальна географія зарубіжних країн : Навчальний посібник. — К. : ВЦ «Академія», 2007. — 704 с. — ISBN 978-966-580-239-6.
- Безуглий В. В., Козинець С. В. Регіональна економічна і соціальна географія світу : Навчальний посібник. — видання 2-ге, доп., перероб. — К. : ВЦ «Академія», 2007. — 688 с. — ISBN 966-580-144-9.
- Головченко В., Кравчук О. Країнознавство: Азія, Африка, Латинська Америка, Австралія і Океанія. — К., 2006. — 335 с. — ISBN 966-8939-04-2.
- Дахно І. І. Країни світу: Енциклопедичний довідник / І. І. Дахно, С. М. Тимофієв. — К. : Мапа, 2011. — 606 с. — (Бібліотека нового українця) — ISBN 978-966-8804-23-6.
- Дахно І. І. Економічна географія зарубіжних країн : навчальний посібник. — К. : Центр учбової літератури, 2014. — 319 с. — ISBN 978-611-01-0682-5.
- Дорошенко В. І. Географія транспорту : Навчальний посібник / В. І. Дорошенко, К. Д. Діденко. — К. : Київський нац. ун-т ім. Т. Шевченка, 2010. — 183 с. — ISBN 978-966-439-329-1.
- Дубович І. А. Країнознавчий словник-довідник. — 5-те вид., перероб. і доп. — К. : Знання, 2008. — 839 с. — ISBN 978-966-346-330-8.
- Економічна і соціальна географія країн світу : Навчальний посібник / За ред. С. П. Кузика. — Л. : Світ, 2002. — 672 с. — ISBN 966-603-178-7.
- Зарубіжна транспортна географія : навчальний посібник / уклад. : Петрашевський О. Л. и др. — К. : Національний транспортний університет, 2015. — 95 с. — ISBN 978-966-632-227-5.
- Книш М. М., Мамчур О. І. Регіональна економічна і соціальна географія світу (Латинська Америка та Карибські країни, Африка, Азія, Океанія) : навч. посіб. — Л. : ЛНУ ім. Івана Франка, 2013. — 368 с. — ISBN 978-617-10-0007-0.
- Кузик С. П., Книш М. М. Економічна і соціальна географія країн Америки : навч. посіб. — Л. : ЛНУ ім. Івана Франка, 1999. — 299 с. — ISBN 966-613-026-2.
- Юрківський В. М. Регіональна економічна і соціальна географія. Зарубіжні країни : Підручник. — К. : Либідь, 2001. — 416 с. — ISBN 966-06-0092-5.

### Англійською
- (англ.) Modern Transport Geography / Hoyle, B. and R. Knowles (eds). — Second Edition,. — London : Wiley, 1998.
- (англ.) Rodrigue, J-P. The Geography of Transport Systems. — Fourth Edition. — N. Y. : Routledge, 2017. — 440 с. — ISBN 978-1138669574.
- (англ.) Taaffe E. J., Gauthier H. L. and O'Kelly M. E. Geography of transportation. — Second Edition. — N. Y. : Prentice Hall, 1996. — ISBN 0-13-368572-1.
- (англ.) Black, W. Transportation: A Geographical Analysis. — N. Y. : Guilford, 2003.

### Російською
- (рос.) Эквадор // Латинская Америка. Энциклопедический справочник [в 2-х тт.] / Главный редактор В. В. Вольский. — М. : Советская энциклопедия, 1982. — Т. 2. К-Я. — С. 592.
- (рос.) Максаковский В. П. Географическая картина мира. Книга I: Общая характеристика мира. — М. : Дрофа, 2008. — 495 с. — ISBN 978-5-358-05275-8.
- (рос.) Максаковский В. П. Географическая картина мира. Книга II: Региональная характеристика мира. — М. : Дрофа, 2009. — 480 с. — ISBN 978-5-358-06280-1.
- (рос.) Физико-географический атлас мира. — М. : Академия наук СССР и главное управление геодезии и картографии ГГК СССР, 1964. — 298 с.
- (рос.) Шаповал Н. С. Транспортная география и транспортные системы мира : учебное пособие. — К. : Центр учбової літератури, 2006. — 188 с. — ISBN 000-0000-00-4.
- (рос.) Экономическая, социальная и политическая география мира. Регионы и страны / под ред. С. Б. Лаврова, Н. В. Каледина. — М. : Гардарики, 2002. — 928 с. — ISBN 5-8297-0039-5.
- (рос.) Энциклопедия стран мира / глав. ред. Н. А. Симония. — М. : НПО «Экономика» РАН, отделение общественных наук, 2004. — 1319 с. — ISBN 5-282-02318-0.